# Brumunddal
Brumunddal è la più grande città e il centro amministrativo del comune di Ringsaker, situato nella contea norvegese dell'Innlandet. È una piccola e densamente popolata cittadina, circondata dalla scenografica campagna della riva orientale del lago Mjøsa e dalle colline del Veldre.
Nel 2019 è stata terminata la costruzione della Mjøstårnet,il grattacielo interamente in legno più alto del mondo, con 18 piani e l'altezza di 85 metri.

## Popolazione
Brumunddal è situata sulle rive del fiume Brumunda, il quale all'interno dei confini cittadini sfocia nel lago Mjøsa.
Dista solo 14 km dal capoluogo della contea: Hamar.
I settori economici dominanti sono l'industria alimentare, meccanica e del legno, l'agricoltura, il commercio e i servizi.
La squadra locale di calcio è il Brumunddal Fotball.